# 페리 터미널역
페리 터미널역(일본어: フェリーターミナル駅, フェリーターミナルえき)은 일본 오사카부 오사카시 스미노에구에 있는 오사카 메트로 난코 포트타운선의 역이다. 역 번호는 P14이다.

## 역 구조
섬식 승강장 1면 2선의 고가역이다. 2층에 개찰구와 대합실, 3층에 승강장이 있다. 개찰구는 1개소 뿐이고 승강장과 대합실을 연결하는 계단 등은 승강장 중간에 마련되어 있다.
당역은 난코 운수 사무소의 소속으로 포트 타운 히가시 역의 피관리역이다.

### 승강장
| 승강장 | 노선             | 행선                        |
| ------ | ---------------- | --------------------------- |
| 1      | 난코 포트타운 선 | 스미노에코엔 방면           |
| 2      | 난코 포트타운 선 | 나카후토・코스모스퀘어 방면 |

## 역 주변
- 오사카 난코 페리 터미널 - 도보로 약 3분
  - 신모지 행(메이몬 대양 여객선), 도요 행(오렌지 페리) 페리 승강장
  - 아마미・오키나와 행(마루에이 페리)은 "오키나와 정전항 부두"에서 출항(오사카 난코 페리 터미널에서 승선 절차에 따라 무료 셔틀 버스 이용).
    - 베후 행・시부시 행(페리 선플라워)은 트레이드 센터마에 역 인근 "오사카 난코 코스모 페리 터미널"에서 출항.
- 오사카 남항
- 오사카 시 항만국
- 남항 대교
- 오사카 해기 전문 학원
- 오사카 부 자동차 정비 회관
- 서일본 전신 전화 주식회사 난코 빌딩
- 오사카 난코 트럭 터미널
  - 일본통운 오사카 터미널 지점

## 역사
- 1981년 3월 16일: 오사카 시 교통국 난코 포트타운 선 스미노에코엔 ~ 나카후토 역간 개통과 동시에 영업 개시.

## 인접역
| ■ 오사카 메트로 난코 포트타운선        | ■ 오사카 메트로 난코 포트타운선 | ■ 오사카 메트로 난코 포트타운선  |
| -------------------------------------- | ------------------------------- | -------------------------------- |
| P13 포트 타운 히가시 코스모스퀘어 방면 |                                 | 난코히가시 P15 스미노에코엔 방면 |